# Kommunistisches Korrespondenz-Komitee
Die Kommunistischen Korrespondenz-Komitees waren eine Anfang 1846 von Karl Marx und Friedrich Engels gegründete Vereinigung von Kommunisten mit Gruppen in Brüssel, London und Paris, um einen organisatorischen wie ideologischen Zusammenschluss von revolutionären proletarischen Bewegungen über die Ländergrenzen hinweg zu fördern.

## Geschichte
Das Brüsseler Komitee bildete gewissermaßen die Zentrale der Korrespondenz-Komitees, in ihm waren zum Beispiel Karl Marx, Wilhelm Wolff, Philipp Gigot, Louis Heilberg, Sebastian Seiler, Ferdinand Wolff, Edgar von Westphalen und Joseph Weydemeyer tätig.
Ende März 1846 üben Marx und Engels in einer Sitzung des Brüsseler Komitees Kritik am „wahren Sozialismus“ Karl Grüns und am „Handwerks-Kommunismus“ von Wilhelm Weitling, der an der Sitzung teilnimmt, und mit dem es daraufhin zum Bruch kommt. Ebenso distanziert sich Moses Hess von ihnen, neben Marx und Engels ein Mitautor der Schrift „Die deutsche Ideologie“.
Zwischen Mai und Juni 1846 entstand ein weiteres Komitee in London, gebildet unter anderem von Joseph Maximilian Moll und Karl Schapper. Im Juni 1846 trat der Wuppertaler Kommunist Gustav Adolf Koettgen an das Brüsseler Komitee heran und schlägt vor, dass sich die deutschen Kommunisten wechselseitig in ihrem Handeln unterrichten sollen, was das Komitee seiner Ausrichtung entsprechend begrüßt.
Im August 1846 begab sich Engels nach Paris und bildete dort das Pariser Komitee, um im Auftrag des Brüsseler Komitees die Vorstellungen der Komitees unter dem „Bund der Gerechten“ zu verbreiten.
Von 1846 bis 1847 arbeiteten Heinrich Bürgers  und Roland Daniels in Köln für die Korrespondenz-Komitees und Georg Weber in Kiel.
Auf den Londoner Konferenzen 1847, auf der sich der „Bund der Kommunisten“ formierte, für den Marx später das „Kommunistische Manifest“ verfasste, waren alle Komitees anwesend, für Paris Engels und für Brüssel Wolff.
Für die Komitees und später für den „Bund der Kommunisten“ arbeitete der Handelsreisende Georg Weerth nebenbei als Kurier.